# Casa Fuster
La Casa Fuster è un edificio modernista di Barcellona disegnato e creato da Lluís Domènech i Montaner tra il 1908 e il 1910, situato nel Passeig de Gràcia accanto all'Avinguda Diagonal. Dal 2004 è stato trasformato in un hotel di lusso. 
Domènech i Montaner utilizzò in questa casa molti degli elementi caratteristici della sua architettura: basi di robuste colonne di pietra rossa, finestre trilobulari, ornamenti floreali, il bianco del marmo, ecc.

## Galleria d'immagini

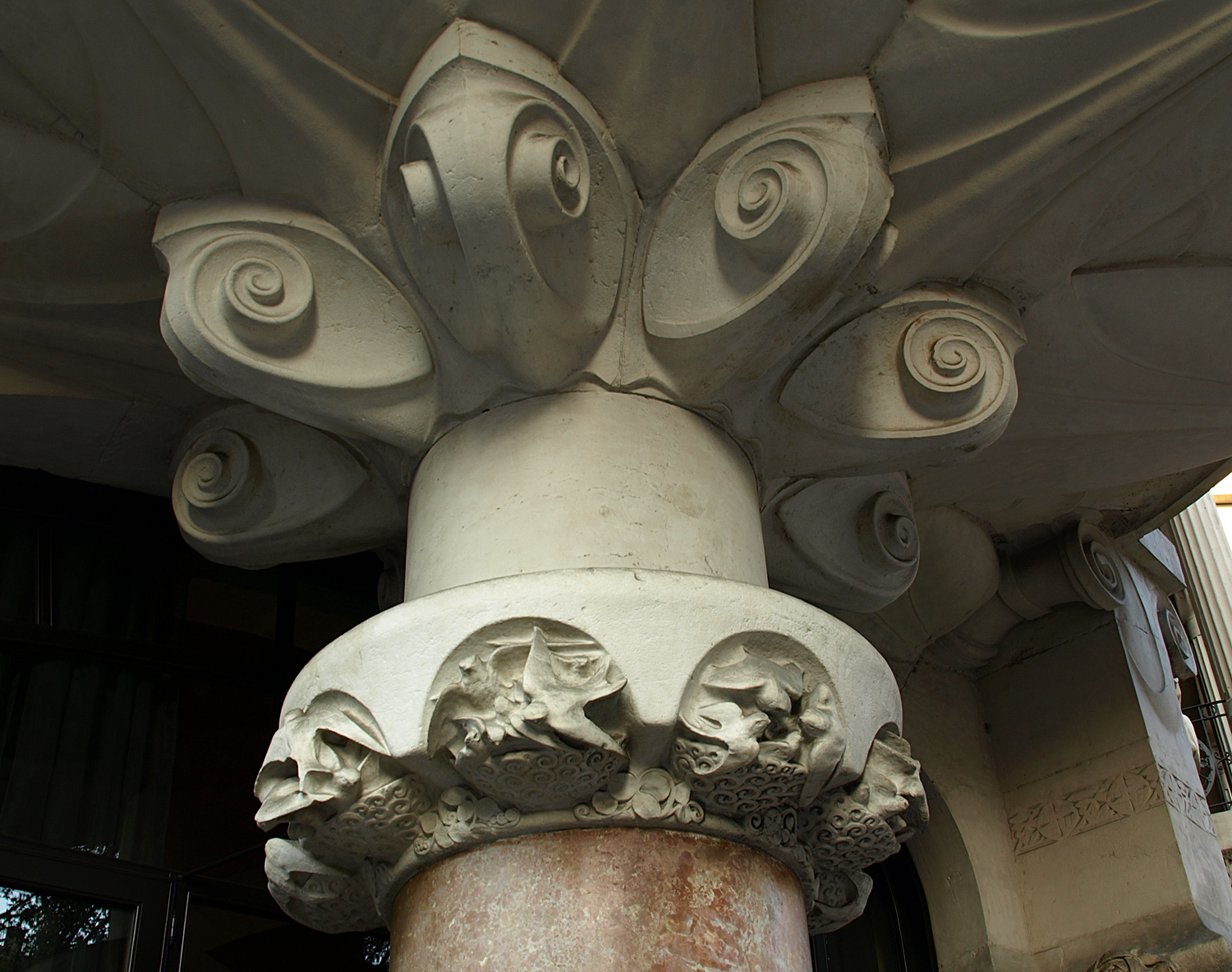
Colonna
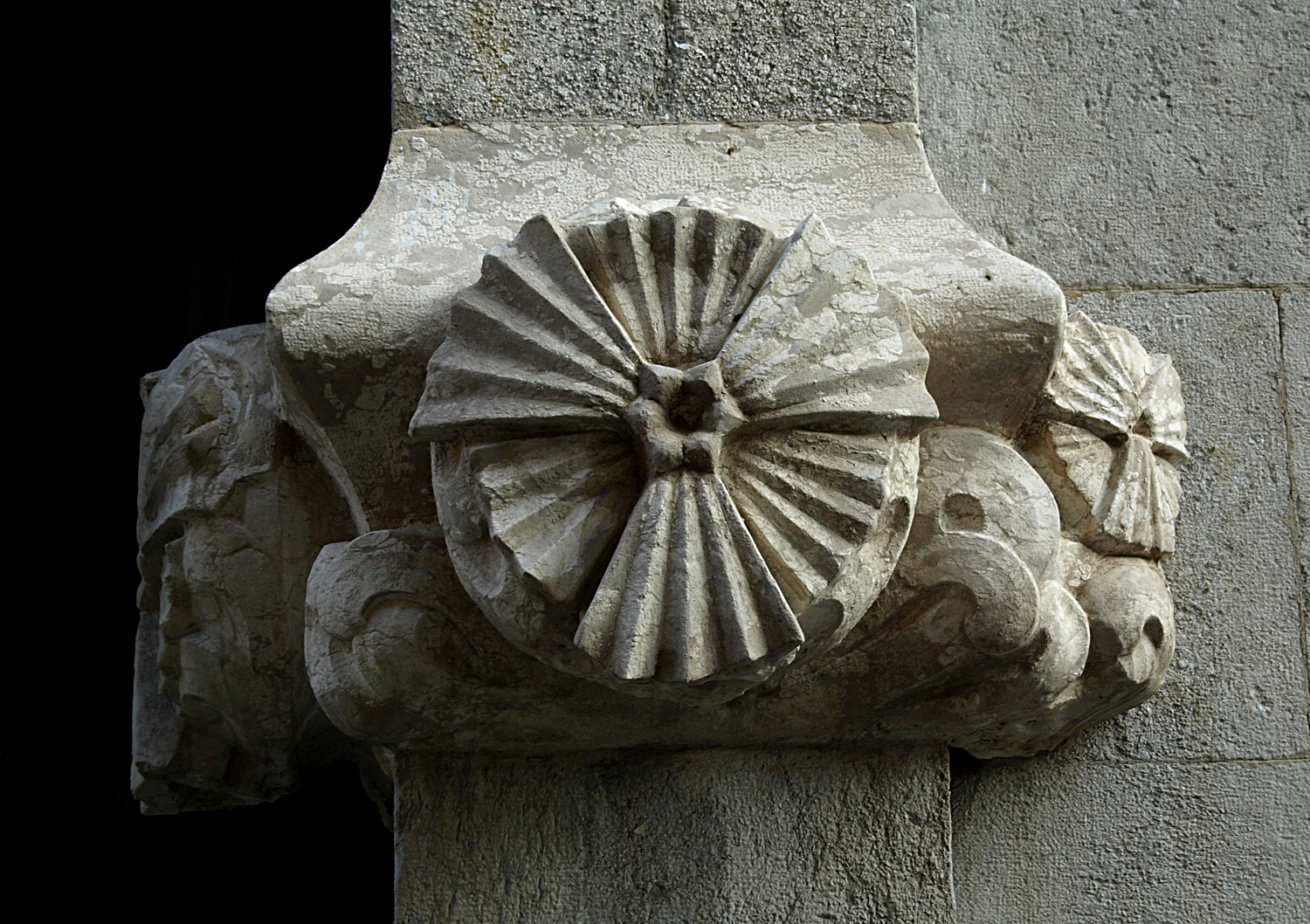
Colonna
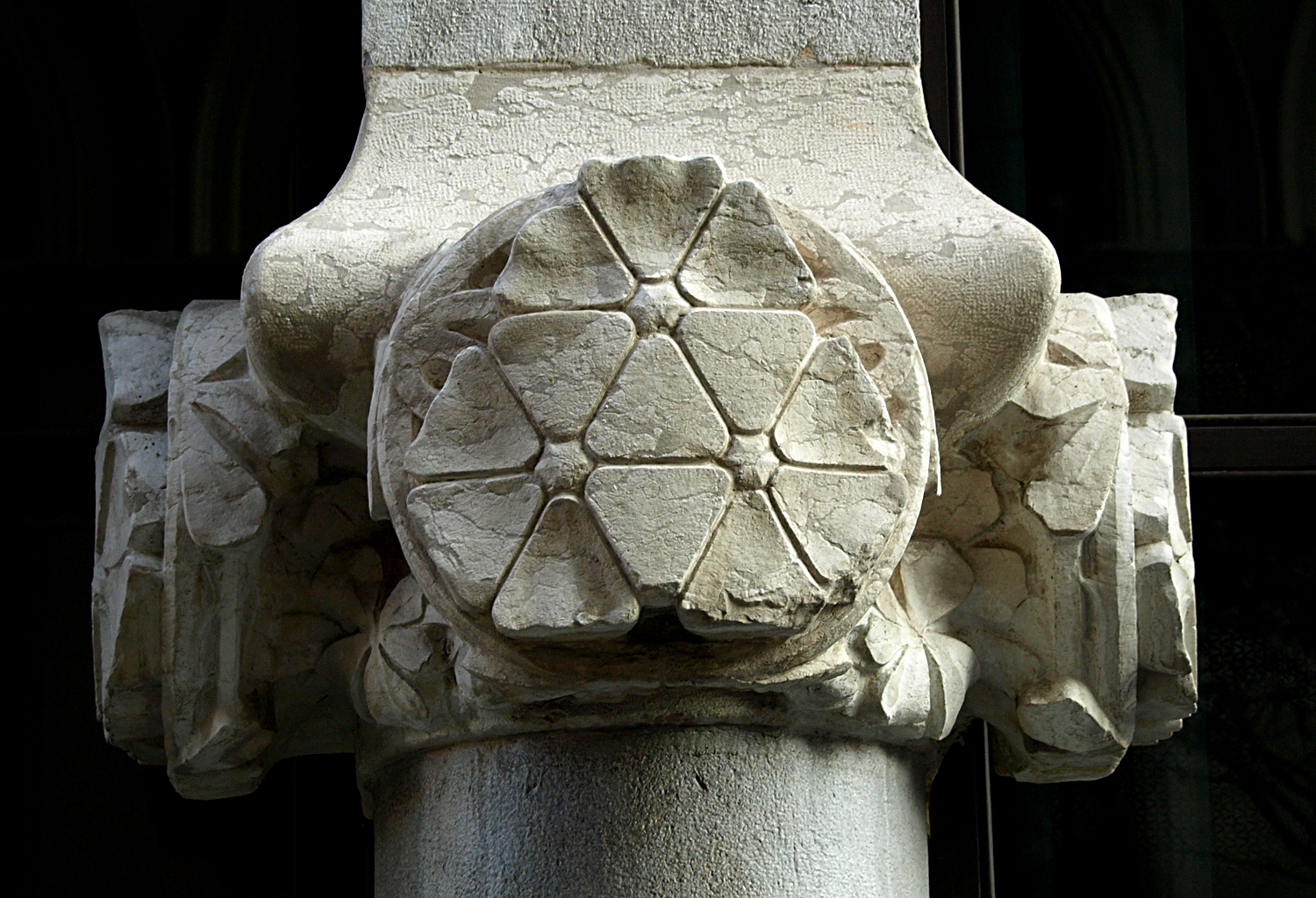
Colonna
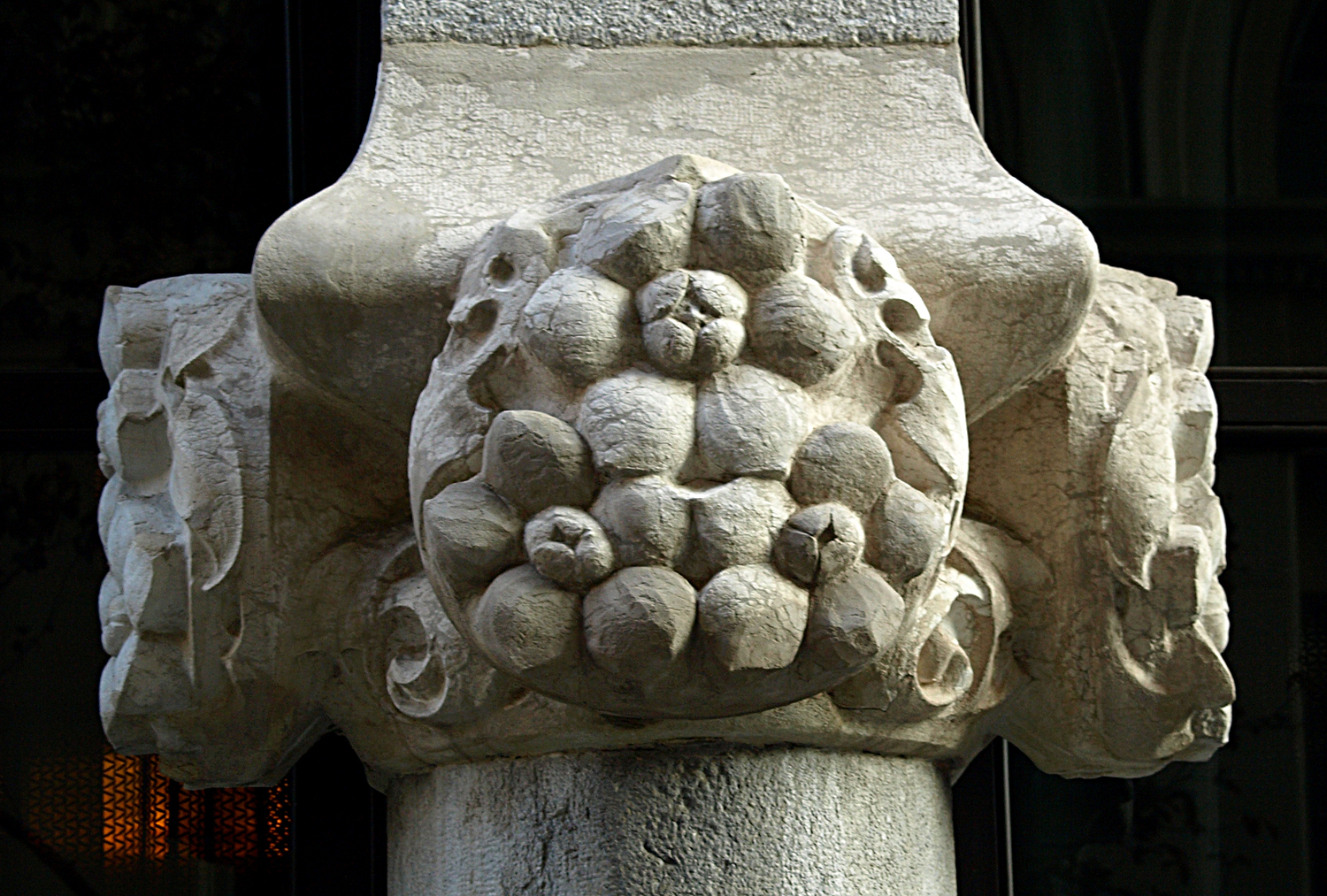
Colonna